# Zee Cine Award/Kritikerpreis – Bester Darsteller
Der Zee Cine Award Best Actor Critics ist eine Kategorie des indischen Filmpreises Zee Cine Award. Anders als in manch anderen Kategorien dieses Filmpreises wurde der Kritikerpreis erstmals im Jahr 2005 verliehen.
Der Zee Cine Award Best Story wird von der Jury gewählt. Der Gewinner wird in der Verleihung bekanntgegeben. Die Verleihung findet jedes Jahr im März statt.
Liste der Gewinner:
| Jahr | Schauspieler     | Film                 | Deutscher Titel                        |
| ---- | ---------------- | -------------------- | -------------------------------------- |
| 2005 | Pankaj Kapoor    | Maqbool              | —                                      |
| 2006 | Shreyas Talpade  | Iqbal                | —                                      |
| 2007 | Sanjay Dutt      | Lage Raho Munna Bhai | —                                      |
| 2008 | Darsheel Safary  | Taare Zameen Par     | Taare Zameen Par – Ein Stern auf Erden |
| 2009 | keine Verleihung |                      |                                        |
| 2010 | keine Verleihung |                      |                                        |
| 2011 | Hrithik Roshan   | Guzaarish            | Guzaarish – Die Magie des Lebens       |
| 2012 | Shah Rukh Khan   | Don 2                | Don – The King is back                 |
| 2013 | Ranbir Kapoor    | Barfi!               | —                                      |
| 2014 | Farhan Akhtar    | Bhaag Milkha Bhaag   | —                                      |